# کویر

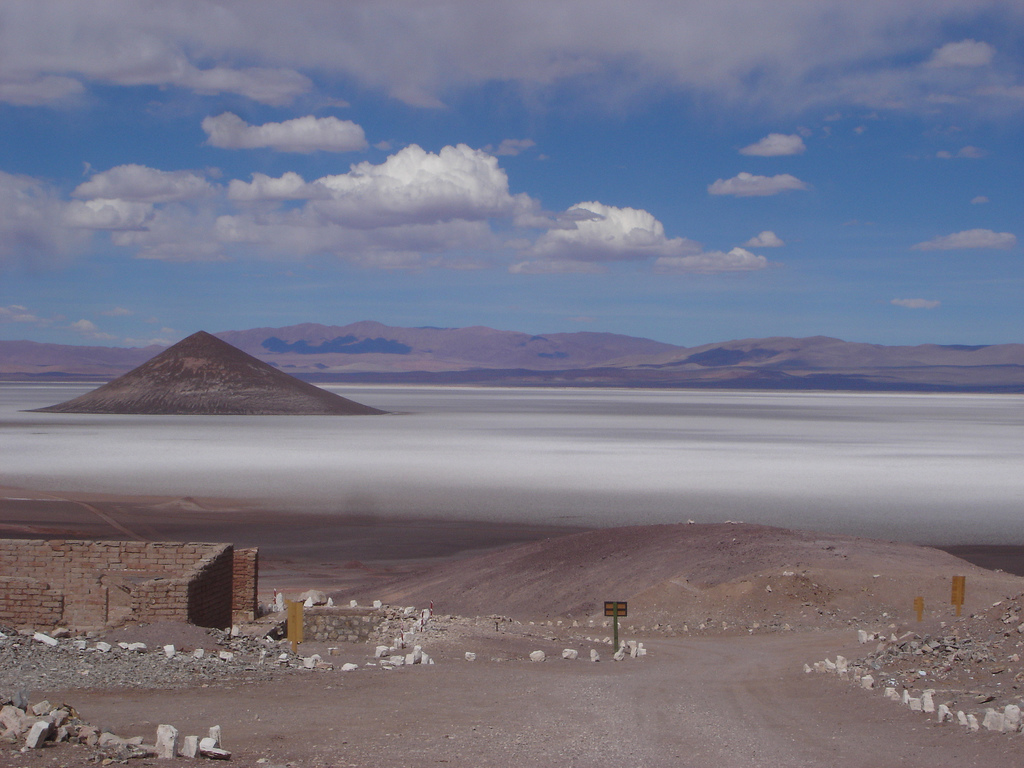
کونو د آریتا در سالار د آریزارو، سالتا (آرژانتین)

کویر یا نمکزار زمین‌های وسیعی است که خاک آن شور و آهکی بوده و مناسب کشاورزی نیست. کویر منطقه‌ای است که به دلیل موقعیت جغرافیایی (معمولاً ختم رودخانه‌ها در آن) و حرارت شدید آفتاب به نمک‌زار بدل شده باشد. برخی کویرها قبلاً دریاچه یا دریاهایی بوده‌اند که در اثر تبخیر آب از آن‌ها به نمک‌زار بدل شده‌اند.
کویر مرکزی ایران که دشت کویر نامیده می‌شود، درون خود تعداد زیادی کویر کوچک‌تر، مانند کویر درانجیر، کویر ساغند، کویر بند ریگ را جا داده است.

## تفاوت کویر و بیابان

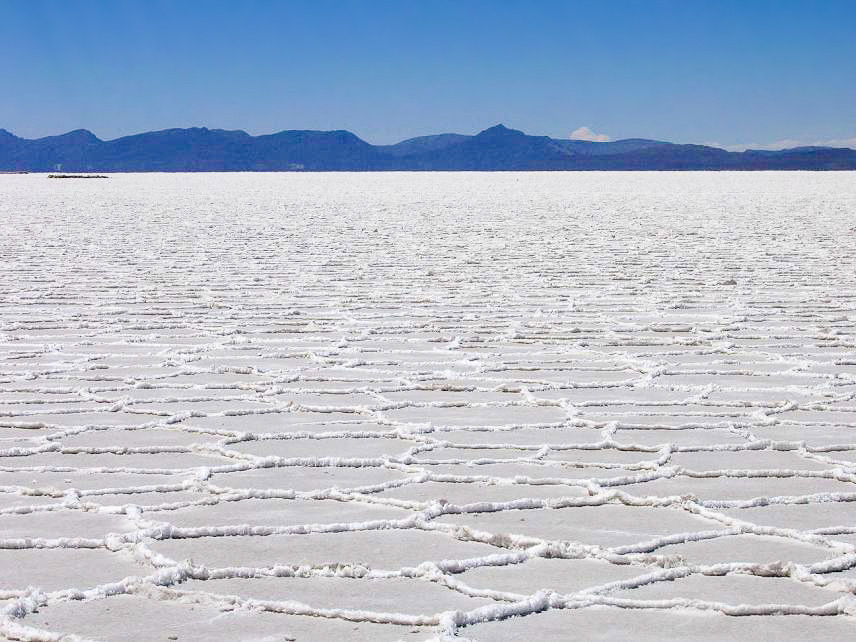
سالار دو ییونی، بزرگ‌ترین کویر نمک دنیا واقع در بولیوی

با وجود این‌که در بین عامه مردم رایج است که اصطلاح «کویر» و «بیابان» را به‌جای یکدیگر به‌کار می‌برند ولی بین این دو اصطلاح تفاوت اساسی وجود دارد. کویر به زمین‌های رسی پف‌کرده، با شوری و نمک بسیار شدید گفته می‌شود که گیاهان نمی‌توانند در آن رشد نمایند. در بعضی از کویرها که شوری شن و ماسه کمتر است، ممکن است گیاهانی مانند گز که دربرابر املاح نمکی مقاوم است، در آن رشد نماید؛ بنابراین کویر معمولاً زمین‌هایی با شوری بالا و بدون گیاه است که به آن «نمک‌زار» نیز گفته می‌شود. ولی بیابان به بخشی از مناطق خشک گفته می‌شود که بارندگی سالانه آن کمتر از ۵۰ میلی‌متر است و ممکن است چند سال در آن باران نبارد و با کم‌آبی و تبخیر شدید مواجه است و پوشش گیاهی آن بسیار ضعیف است.
کویر (نمک‌زار) پدیده‌ای ژئومورفولوژیکی- هیدرولوژیکی است که در مجاورت بیابان‌ها و گاهی در میان آن‌ها شکل می‌گیرد و به پست‌ترین نقاط داخلی مناطق بیابانی که میزان نمک در آن بسیار زیاد است، گفته می‌شود (مانند دشت کویر در مرکز ایران). ولی بیابان پدیده‌ای جغرافیایی و واژه‌ای بوم‌شناسی و اقلیمی است و به مکانی با پوشش گیاهی، جانوری و میزان بارندگی کم گفته می‌شود (مانند دشت لوت در جنوب‌شرقی ایران).
همچنین تعریف بیابان و کویر از دیدگاه‌های مختلف تفاوت دارد، به عنوان مثال از نظر جغرافیا و اقلیم‌شناسی بیابان واقعی به سرزمینی گفته می‌شود که متوسط بارش سالانه آن کمتر از ۵۰ میلی‌متر است. در گیاه‌شناسی، علوم کشاورزی و منابع طبیعی مناطقی را بیابان گویند که از لحاظ پوشش گیاهی بسیار فقیر باشد. یا سطح وسیعی از آن به کلی فاقد گیاه باشد. ولی کویر به مناطقی باتلاقی گفته می‌شود که در دل بیابان و انتهای حوضه آبریز قرار دارند و معمولاً به دلیل سطح بالای آب در اعماق کم زمین، نمک به سطح زمین نزدیک و موجب خشکی شدید می‌شود.
تفاوت‌های کویر و بیابان را می‌توان به صورت زیر خلاصه کرد:
- مواد رسوبی بیابان‌ها بیشتر از نوع ماسه، شن، ریگ و … است و بافت خاک بیابان نسبت به کویر درشت‌تر است.
- مقدار شوری خاک و نمک در بیابان‌ها کمتر از کویر است.
- پوشش گیاهی در بیابان بسیار کم و نادر است.
- بیابان معمولاً فاقد آب است، مگر در واحه‌ها، در حالی که کویرها اغلب دارای آب هستند و سطح آب هم معمولاً بالا است.
- بیابان برعکس کویر زمینی نسبتاً ناهموار دارد و چندان صاف نیست.[۶]

## ویژگی‌ها و شرایط تشکیل کویر

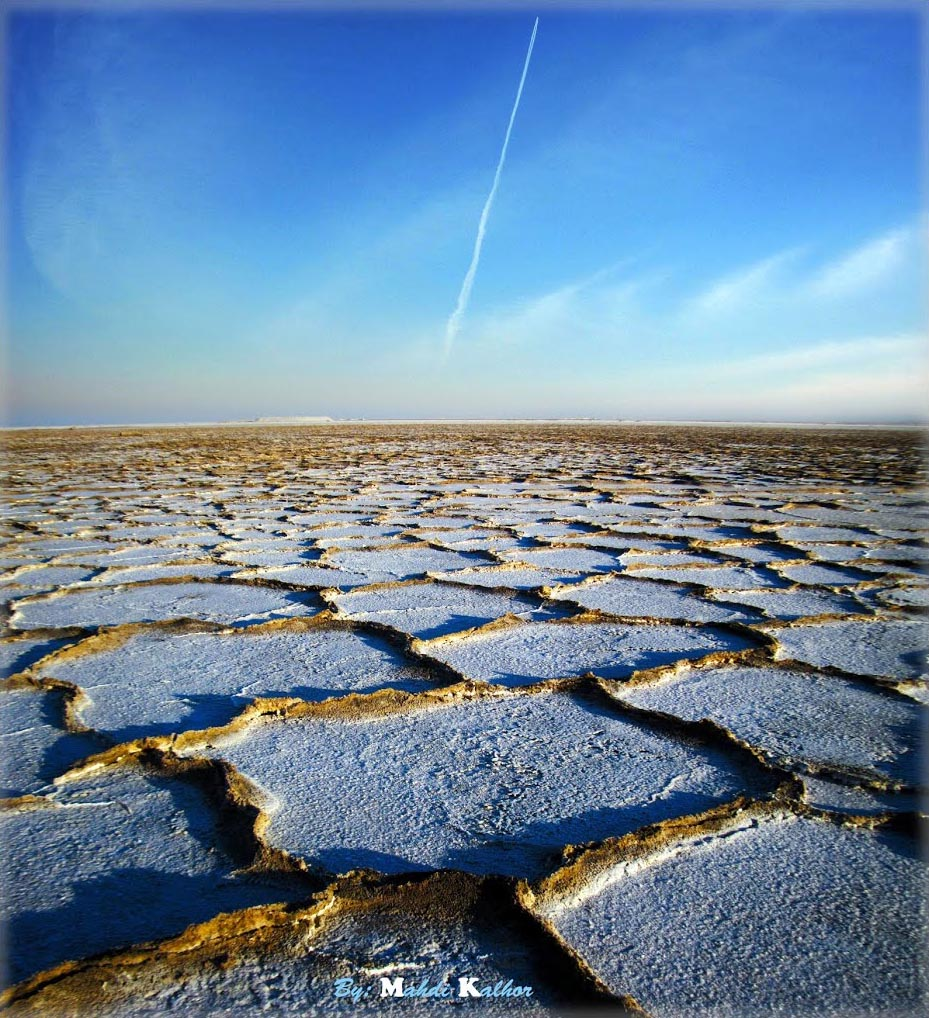
دریاچه نمک، استان قم، ایران

کویر به زمین‌های گلی و شور و نمک‌زار گفته می‌شود. به بیان دیگر، کویر زمین گلی است که در آن ترکیبات نمکی به مقدار زیاد یا کم وجود دارد و برای زراعت مساعد نیست.

### ویژگی‌ها
از ویژگی‌های مهم کویر می‌توان به این موارد اشاره کرد:
- دارای خاک ریزبافت مثل رس و … است.
- پوشش گیاهی از نوع گیاهان شورپسند (هالوفیت) است.
- کویرها اغلب دارای آب هستند و سطح آب هم معمولاً بالا است.
- سطحی نسبتاً صاف دارند و معمولاً آب ناهمواری‌های اطراف وارد آن می‌شود و به همین دلیل گاهی به صورت دریاچه‌های کوچک فصلی ظاهر می‌شوند.
- کویر معمولاً عارضه‌ای است در داخل بیابان.
- درجه شوری آن بسیار زیاد است.

### شرایط تشکیل
- زمین‌های پست و کم‌ارتفاع
- خاک‌های نرم و ریزدانه
- سطح ایستابی بالا و نوسان شدید فصلی آن
- وجود املاح و سازندهای تبخیری شور و غیر شور[۷]

## کویرهای ایران

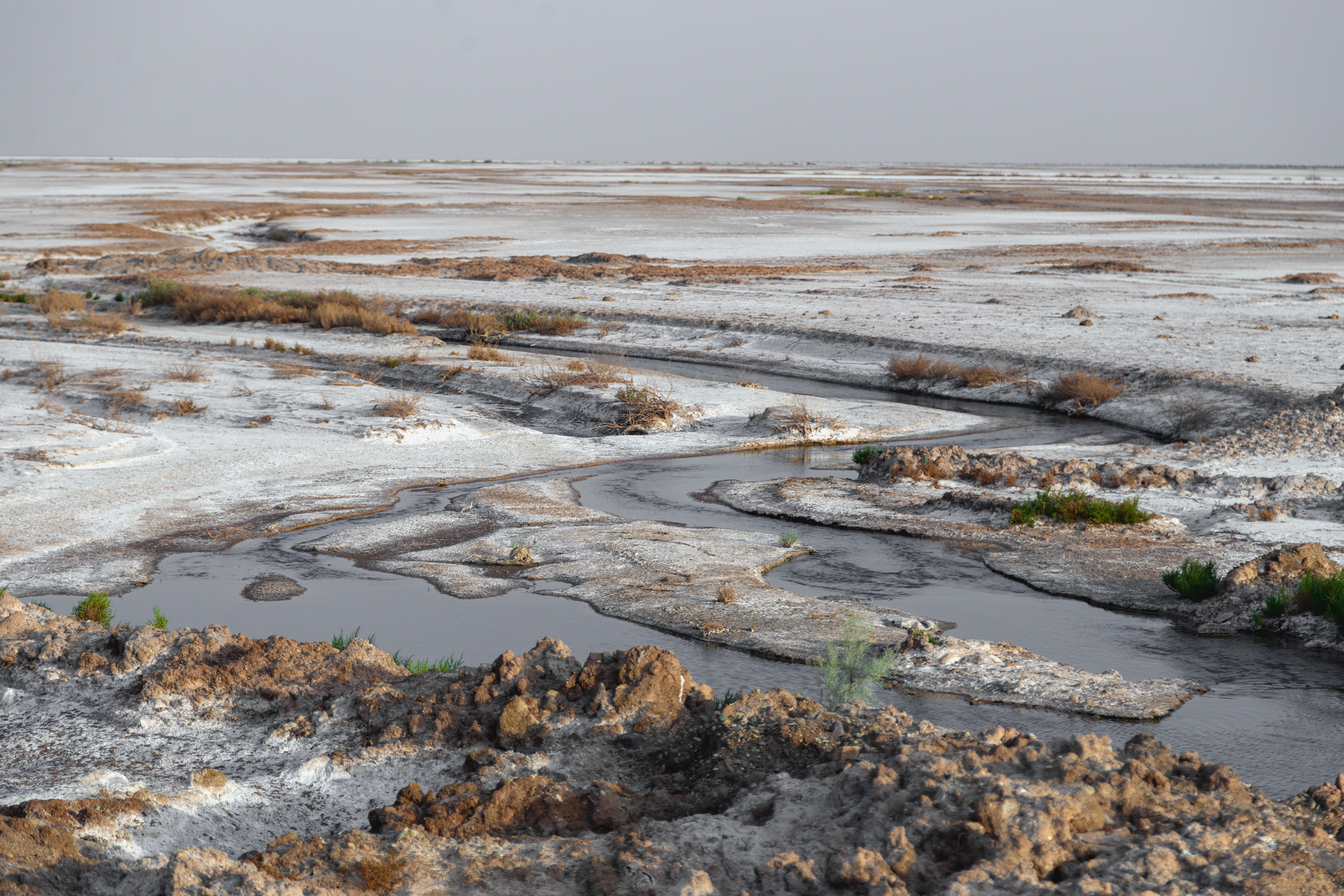
شوره زار تالاب مره، حوالی پارک ملی کویر در استان قم

- کویر مرکزی از شمال به رشته‌کوه‌های البرز شرقی و کوه‌های بینالود، از شرق به شهر عشق‌آباد و ازبک کوه در شهرستان طبس، از غرب به کویر کوچک و از جنوب به بیابان لوت و کویرهای اطراف یزد و خور محدود می‌شود.
- کویر کوچک (کویر مسیله) از شمال به کوه‌های البرز شرقی و مرکزی از جنوب به ریگ جن از غرب به کوه‌های مرکزی ایران و کوه‌های کرکس و از غرب به کویر بزرگ محدود می‌شود. این کویر دربرگیرنده کویرهای مرنجاب، بند ریگ، دره نخجیر، کویر سمنان و دریاچه نمک آران، دریاچه حوض سلطان و کوه‌هایی همچون سیاه کوه، سفید آب، کوه طلحه. کوه دم و کوه یخاب است.
- مناطق کویری طبس و یزد جزو دیگر مناطق کویری ایران است که حد فاصلی بین بیابان لوت و کویر بزرگ محسوب می‌شوند. باتلاق گاوخونی در شرق اصفهان نیز در این منطقه واقع شده است.[۸]

## نگارخانه

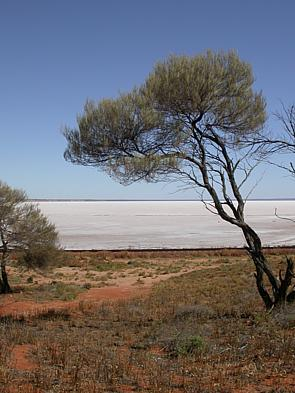
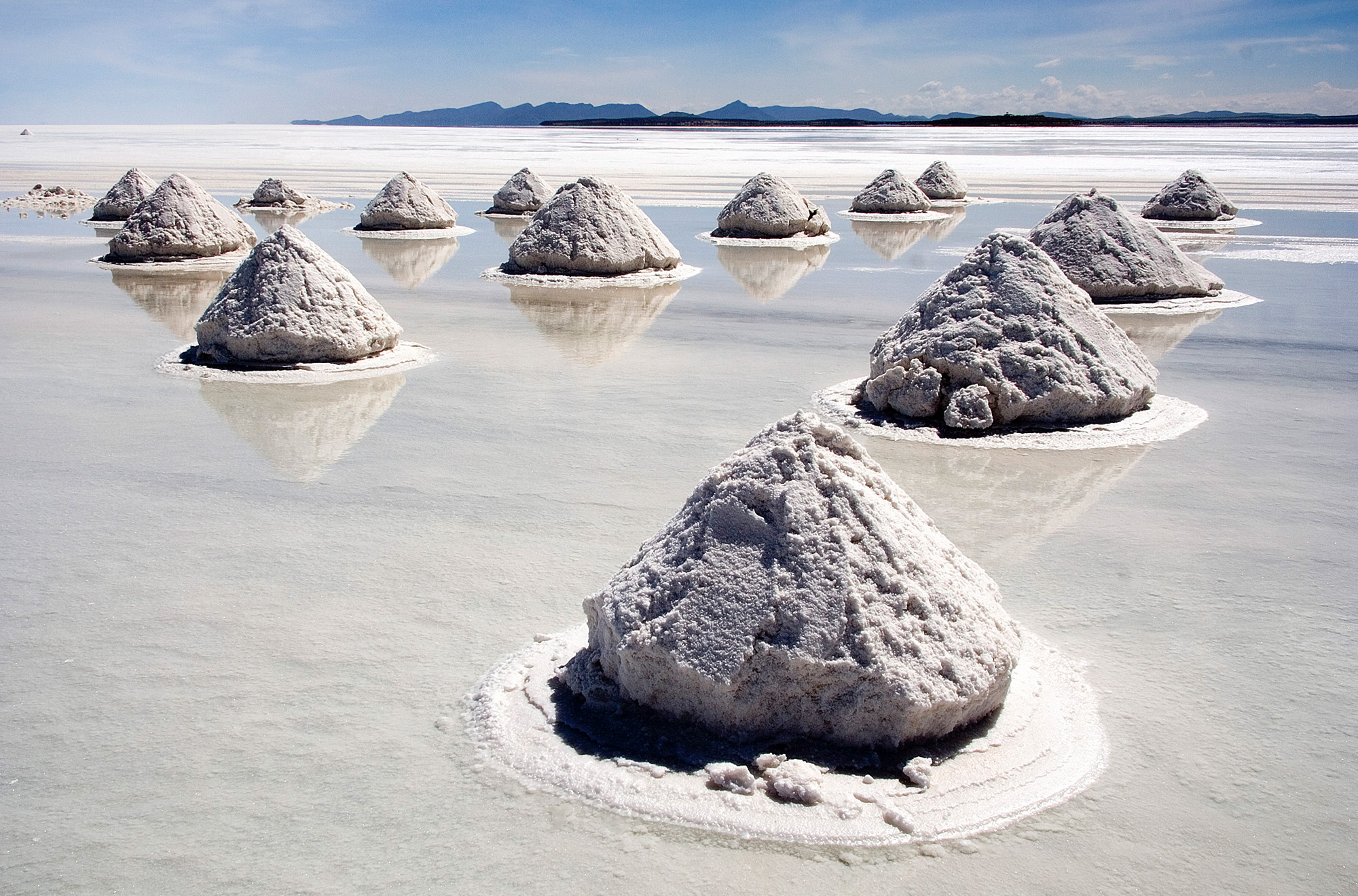
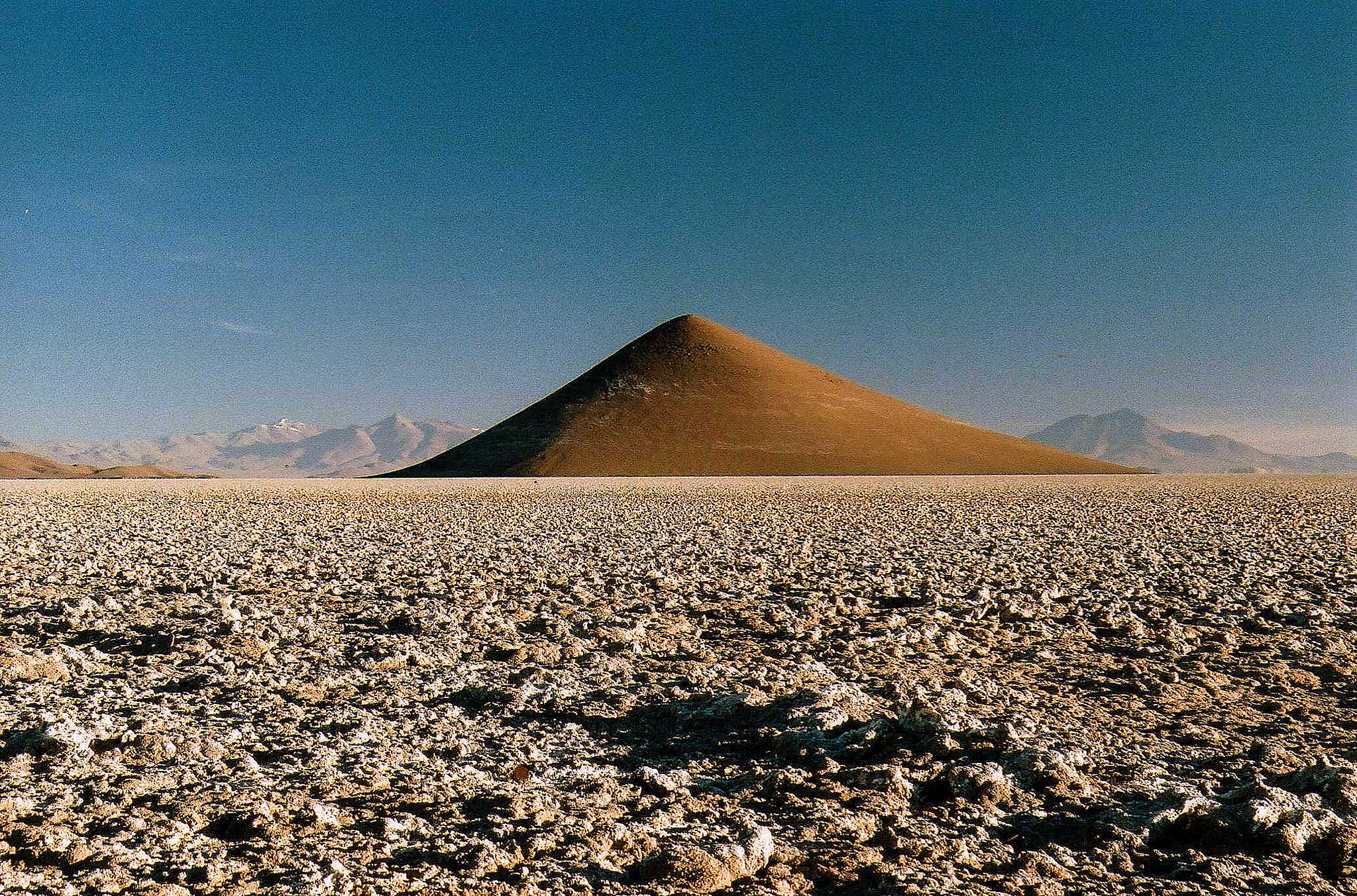
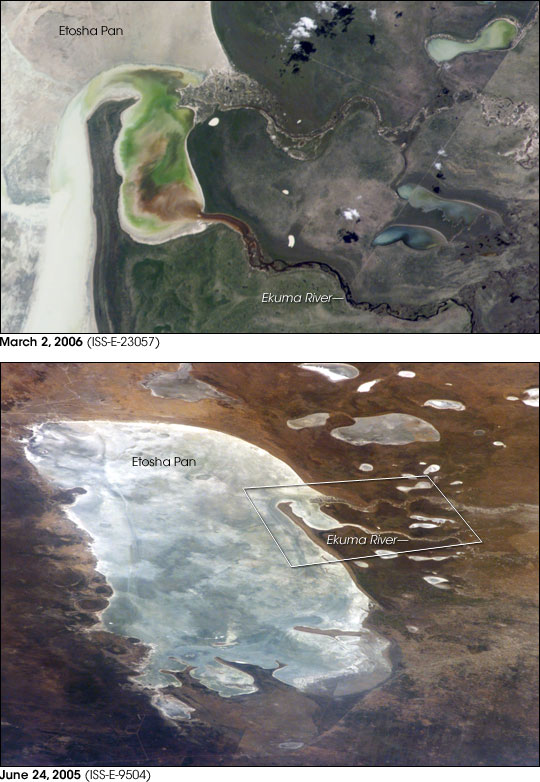
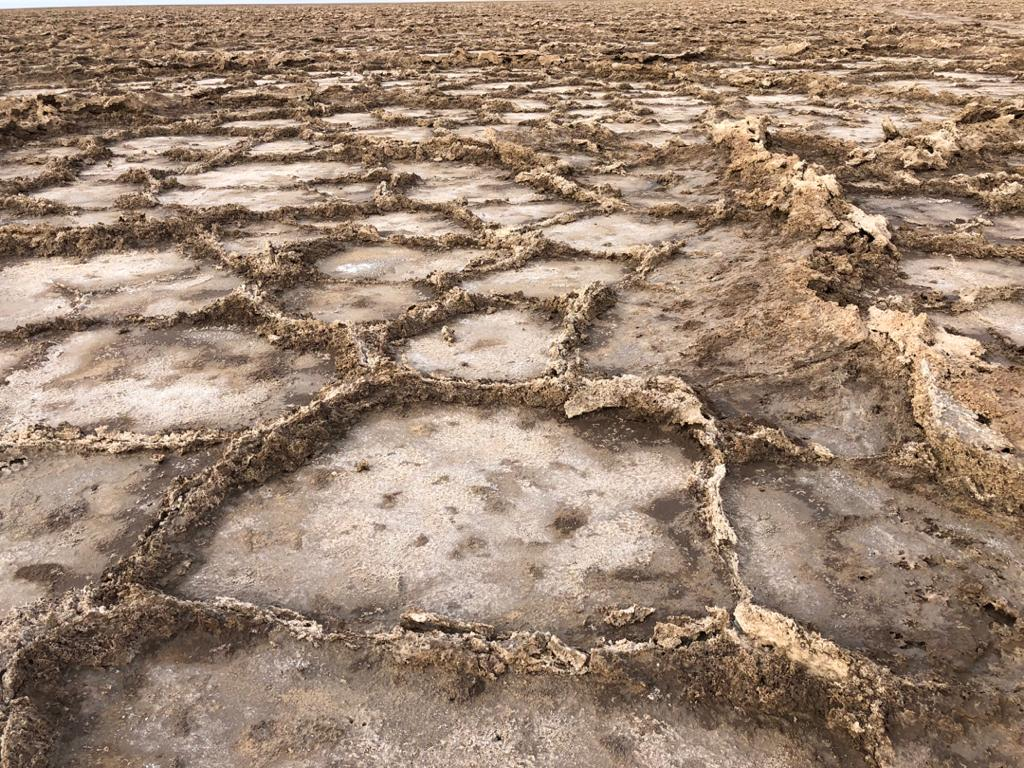
کویر زواره